# 罗兰·穆尼耶
罗兰·埃米尔·穆尼耶（法語：Roland Émile Mousnier，法語發音：[ʁɔlɑ̃ emil munje]；1907年9月7日—1993年2月8日）是一位法国知名史学家，师从法国著名制度史和政治史专家乔治·帕热斯，主要研究近代早期法国史以及不同文明之间的比较。

## 人物生平
罗兰·穆尼耶是巴黎让松·德·萨伊中学以及孔多塞中学（预科班）学生。后就读于巴黎索邦大学以及高等研究應用學院，并于1931年获得历史学学士学位。

## 主要作品
- 《亨利四世和路易十三时代的官职买卖》
- 《路易十三国王委员会的条例》
- 《16-17世纪人类思想之巨变: 现代科学的兴起与欧洲的崛起》
- 《法国人如何看待十七世的法国、罗兰穆斯尼尔和其他国家》
- 《科学技术演进史》
- 《“启蒙运动”时代》
- 《刺杀亨利四世》
- 《给彼得·塞吉埃·塞吉耶夫总理的信件和回忆录》
- 《农民的愤怒：法国、俄国、中国农民起义研究》
- 《1450年至今的社会等级研究》
- 《“新剑桥近代史”中的“法国机构与社会，1610-1661”，第4卷：“西班牙的衰落与三十年战争”》
- 《钢笔、镰刀与锤子：法国从中世纪到大革命时期的制度与社会》
- 《绝对君主制之下的法国政治机构研究》
- 《十七世纪和十八世纪巴黎的社会阶层研究与分析》
- 《黎塞留和马扎然时代的巴黎》